# دموکراسی در مارکسیسم
در نظریه مارکسیستی یک جامعه دموکراتیک جدید از طریق اقدامات سازمان یافته طبقه کارگر، که حق مردم را آزاد می‌کند و انسان‌ها را آزاد می‌کند تا بدون محدودیت بازار کار عمل کنند، پدید می‌آید. نیاز چندانی به کشوری وجود ندارد که هدف آن اجرای بیگانگی باشد. کارل مارکس و فردریش انگلس در مانیفست کمونیست اظهار کردند که اولین قدم در انقلاب توسط طبقه کارگر، ارتقاء پرولتاریا به موقعیت طبقه حاکم، پیروزی در نبرد برای دموکراسی و حق رای عمومی است. یکی از اولین و مهمترین وظایف پرولتاریای مبارز؛ همان‌طور که مارکس در نقد برنامه گوتا نوشت، بین جامعه سرمایه‌داری و کمونیستی دوره تبدیل انقلابی یکی به دیگری وجود دارد. مربوط به این دوره ی گذار سیاسی نیز است که در آن دولت چیزی جز دیکتاتوری انقلابی پرولتاریا نیست او امکان انتقال مسالمت آمیز را در برخی از کشورها با ساختارهای نهادی دموکراتیک قوی (مانند بریتانیا، ایالات متحده و هلند) فراهم کرد، اما پیشنهاد کرد که در کشورهای دیگر که کارگران نمی‌توانند "از طریق مسالمت آمیز به هدف خود برسند اهرم انقلاب ما باید زور باشد، با بیان اینکه مردم کارگر حق دارند در صورت عدم بیان سیاسی، قیام کنند. وی در پاسخ به این سؤال که انقلاب چه سودی خواهد داشت؟ فردریش انگلس در اصول کمونیسم نوشت:
بیش از هر چیز، یک قانون اساسی دموکراتیک و از طریق آن، حاکمیت مستقیم یا غیرمستقیم پرولتاریا نیاز است.— فریدریش انگلس، اصول کمونیسم
درحالی که مارکسیست‌ها پیشنهاد می‌کنند دولت نیمه بورژوایی با یک دولت نیمه جانبی پرولتری جایگزین شود (دیکتاتوری پرولتاریا)، که در نهایت فرو می‌پاشد. آنارشیست‌ها هشدار می‌دهند که دولت باید همراه با سرمایه‌داری از بین برود. با این وجود، نتایج نهایی مطلوب، یک جامعه اشتراکی و مشترک، یکسان است.

## اتحاد جماهیر شوروی و بلشویسم
در قرن نوزدهم، مانیفست کمونیست (۱۸۴۸) توسط کارل مارکس و فردریش انگلس خواستار اتحاد سیاسی بین‌المللی طبقات کارگر اروپا برای دستیابی به یک انقلاب کمونیستی شد. و پیشنهاد کرد که، از آنجا که سازمان اقتصادی - اقتصادی کمونیسم شکل بالاتری از سرمایه‌داری داشت، ابتدا انقلاب کارگری در کشورهای پیشرفته و صنعتی از نظر اقتصادی رخ می‌دهد. سوسیال دموکراسی مارکسیستی در آلمان در طول قرن ۱۹ قوی‌ترین بود و حزب سوسیال دموکرات آلمان از لنین و دیگر مارکسیست‌های روسیه الهام گرفت.
در طی تخمیر انقلابی انقلاب ۱۹۰۵ و ۱۹۱۷ روسیه، تلاش‌های مردمی طبقه متوسط کارگر دموکراسی مستقیم با شوروی (به معنای روسی "شورا") به وجود آمد. به گفته لنین و نظریه پردازان دیگر اتحاد جماهیر شوروی، شوراها نمایانگر اراده دموکراتیک طبقه کارگر هستند و بنابراین مظهر دیکتاتوری پرولتاریا هستند. لنین و بلشویک‌ها شوروی را واحد اصلی سازماندهی جامعه در یک سیستم کمونیستی می‌دانستند و از این شکل دموکراسی حمایت می‌کردند؛ بنابراین، نتایج انتخابات منتخب مجلس موسسان در سال ۱۹۱۷، که حزب کمونیست اتحاد شوروی لنین به حزب انقلابی سوسیالیست باخت، با انحلال مجلس مؤسسان در ژانویه ۱۹۱۸ باطل شد.
از نظر عملکردی، حزب پیشتاز لنینیستی باید طبقه کارگر را با آگاهی سیاسی (آموزش و سازمان) و رهبری انقلابی که برای خلع سرمایه‌داری در روسیه شاهنشاهی لازم است، فراهم کند. پس از انقلاب اکتبر ۱۹۱۷، لنینیسم نسخه غالب مارکسیسم در روسیه بود، و در استقرار دموکراسی شوروی، رژیم بلشویکی سوسیالیست‌هایی را که مخالف انقلاب بودند، مانند منشویک‌ها و جناح‌های حزب انقلابی سوسیالیست، سرکوب کرد.
در نوامبر ۱۹۱۷، لنین فرمان کنترل کارگران را صادر کرد، که کارگران هر شرکت را به ایجاد کمیته منتخب برای نظارت بر مدیریت شرکت خود فراخواند. در آن ماه آنها همچنین دستوری صادر کردند که طلای این کشور را مورد نیاز قرار می‌داد  و بانک‌ها را ملی می‌کردند، که لنین آن را گامی مهم به سوسیالیسم می‌دانست. در دسامبر، Sovnarkom یک شورای عالی اقتصاد ملی (VSNKh) تأسیس کرد که دارای اختیاراتی در صنعت، بانکداری، کشاورزی و تجارت بود. کمیته‌های کارخانه تابع اتحادیه‌های کارگری بودند، که تابع VSNKh بودند؛ بنابراین، برنامه اقتصادی متمرکز دولت بر منافع اقتصادی محلی کارگران در اولویت قرار گرفت. در اوایل سال ۱۹۱۸، Sovnarkom کلیه بدهی‌های خارجی را لغو کرد و از پرداخت سود بدهی به آنها خودداری کرد. در آوریل ۱۹۱۸، تجارت خارجی را ملی کرد و انحصار دولت در واردات و صادرات را ایجاد کرد.  در ژوئن ۱۹۱۸، این مصوبه ملی شدن خدمات عمومی، راه‌آهن، مهندسی، منسوجات، متالورژی و معدن را صادر کرد، اگرچه اغلب اینها فقط به نام دولتی بودند. ملی شدن در مقیاس کامل تا نوامبر ۱۹۲۰ اتفاق نیفتاد، زمانی که بنگاه‌های کوچک صنعتی تحت کنترل دولت قرار گرفتند.
جناحی از بلشویک‌ها معروف به کمونیست‌های چپ از سیاست اقتصادی Sovnarkom انتقاد کردند و آن را بسیار میانه‌رو دانست. آنها خواهان ملی کردن کلیه صنعت، کشاورزی، تجارت، دارایی، حمل و نقل و ارتباطات بودند. لنین معتقد بود که این کار در آن مرحله غیر عملی است و دولت فقط باید بنگاه‌های بزرگ سرمایه‌داری روسیه مانند بانک‌ها، راه‌آهن، شهرک‌های بزرگتر و کارخانه‌ها و معادن بزرگتر را ملی کند و به مشاغل کوچکتر اجازه فعالیت خصوصی دهد. تا زمانی که آنها به اندازه کافی بزرگ شدند تا با موفقیت ملی شوند. لنین همچنین با کمونیست‌های چپ در مورد سازمان اقتصادی اختلاف داشت. در ژوئن ۱۹۱۸، او استدلال کرد که کنترل متمرکز صنعت بر صنعت مورد نیاز است، در حالی که کمونیست‌های چپ می‌خواستند که هر کارخانه توسط کارگرانش کنترل شود، رویکردی سندیکالیستی که لنین آن را زیان آور برای هدف سوسیالیسم می‌دانست.
کمونیست‌های چپ و سایر جناح‌های حزب کمونیست با اتخاذ دیدگاه آزادیخواهی چپ، انحلال نهادهای دموکراتیک در روسیه را نقد کردند.  بین‌المللی، بسیاری از سوسیالیست‌ها رژیم لنین را فریب داده و او را در تأسیس سوسیالیسم انکار کردند. به ویژه، آنها فقدان مشارکت سیاسی گسترده، مشورت مردم و دموکراسی صنعتی را برجسته کردند.  در اواخر سال ۱۹۱۸، کارل کائوتسکی ، مارکسیست چک-اتریشی ، جزوه ای ضد لنینیستی را در محکومیت ضد دموکراتیک بودن روسیه شوروی تألیف کرد، که لنین پاسخ پر سر و صدایی را برای آن منتشر کرد. در حالی که مارکسیست آلمانی روزا لوکزامبورگ عقاید کائوتسکی را تکرار می کردر حالی که آنارشیست روسی پیتر کروپوتکین تصرف قدرت توسط بلشویک را «دفن انقلاب روسیه» توصیف کرد. 